# Новая партия (Бразилия)
Новая партия (порт. Partido Novo, NOVO) — классическая либеральная и либертарианская бразильская политическая партия, основанная 12 февраля 2011 года.
Партия была зарегистрирована 23 июля 2014 года при поддержке подписей 493 316 граждан. Ее создание было утверждено 15 сентября 2015 года. Партия просила использовать номер "30" для идентификации избирателей. Она идеологически соответствует классическому либерализму, и в основном формируется людьми без политического опыта.

## Идеология
Новая партия поддерживает политику, направленную на уменьшение вмешательства государства в экономику. Она не занимает никакой позиции по таким социальным вопросам, как аборт и легализация наркотиков. Партия выступает за права на оружие и поддерживает однополые браки. Партия позиционирует себя как классическая либеральная.

## Политические предложения
Предложения партии включают реформирование способов получения партиями финансирования и прекращение обязательного голосования, а также защиту частного финансирования кампаний.
Партия стремится к приватизации государственных предприятий, таких как Petrobras и Banco do Brasil, хотя партия поддерживает программы социального обеспечения, такие как Bolsa Família. Партия защищает политику в отношении ваучеров, направленную на уменьшение неравенства между государственным и частным образованием. Одним словом, она утверждает, что государство должно сосредоточить внимание на областях основных услуг: образование, здравоохранение и безопасность.
Партия выступает против широкого регулирования во многих аспектах бразильского общества, и ее члены считают, что центральный банк должен быть независимым от государства.
Программа партии направлена на защиту демократического государства, которое сохраняет гражданские свободы, стимулирует предпринимательство и участие граждан в политической жизни. Основной целью партии, по мнению учредителей, является обеспечение экономической свободы, а также "прекращение привилегий" вместо "защиты элиты".

## Национальные президенты
| Имя             | Мандат                          | Ref.   |
| --------------- | ------------------------------- | ------ |
| Жуан Амоэдо     | 12 февраля, 2011 – 4 июля, 2017 | [ 12 ] |
| Рикардо Табоасо | 4 июля, 2017 – 25 июля, 2017    | [ 12 ] |
| Мойзес Джардим  | 25 июля, 2017 – 30 января, 2019 | [ 13 ] |
| Жуан Амоэдо     | 30 января, 2019 – 5 марта, 2020 | [ 14 ] |
| Эдуардо Рибейро | 5 марта, 2020 – наст. время     | [ 15 ] |